# 回鹘字母
回鶻字母，或稱畏兀兒字母及古維吾爾字母（Old Uyghur alphabet），是回鶻人为了拼写自己语言而在粟特字母的基础上创制的文字，主要通行于8至15世紀之间，但最迟至17世纪尚在使用。回鶻字母是一种拼音文字，由18個輔音及5個元音字母组成。幾個字串聯寫成一個字詞，字詞之間留空白以隔開不同字詞。字母在詞頭、詞中、詞末會有不同形狀。回鶻文由上至下拼寫成行，行與行由左至右排。
回鹘字母最初被用于拼寫突厥语，而其具体是从什么年代开始使用的，目前尚无定论。最早的文献是公元8世纪的《九姓回鹘可汗碑》等一系列古代突厥語碑铭。回鹘字母是突厥世界最东部的文字，主要流行于回鹘人的活动区域内，即西起楚河流域东抵中国甘肃地区，北起阿尔泰山南至哈密地区的广大范围内。成书于11世纪的《突厥语大词典》和13世纪的《蒙鞑备录》都曾记述过这种文字。玉素甫·哈斯·哈吉甫的《福乐智慧》即有15世纪的回鹘字母抄本存世，《登霄纪》、《乌古斯汗传说》等文献也均有该时期的回鹘字母抄本存世。但大量回鹘字母文献则是出土于吐鲁番盆地、哈密盆地和甘肃地区。

## 源流
學界相信回鶻字母是在粟特字母的基础上改造而成的。早在突厥汗國時时期（552年－745年），使用粟特字母的粟特文已經被突厥人用于记载史事。被发现于今蒙古国后杭爱省呼尼河流域的布古特以西10公里的布古特碑是已知最早的突厥人建造的碑銘，其内容即一面為婆罗米文梵语、三面為粟特文粟特語。继西突厥汗國而据有天山地区的突騎施汗國曾發行过一種类似中国铜币的圆形方孔錢币，钱上所铸文字即包含粟特语，學界稱為突騎施錢。在突厥汗國时期创制并使用突厥字母后，回鶻人依然在其《九姓回鶻可汗碑》等数通紀功碑中与突厥字母的突厥文并用粟特文粟特語。这与回鶻汗國时期（744年－840年），回鹘人与粟特人之间的商业、文化交流增多有很大关系。由於受粟特文的影响，回鶻人開始採用粟特字母來拼寫语言，并最终形成了回鶻字母。1950年代在今蒙古國烏布蘇省圖爾根蘇木發現的烏蘭浩木碑，是迄今所见最早的回鶻字母文献。
回鹘字母的数目各个时期不尽相同，最少为18个，最多达23个。23个字母中有5个字母表示8个元音，18个字母表示22个辅音。在早期文献中有的字母表示两个以上的语音，在后期文献中才在相应字母左方或右方加一个点或两个点予以区别。字母分词首、词中、词末等形式。有句读符号。在摩尼教文献中还在句读符号上加红色圆圈。段落用对称方形的四个点隔开。有印刷体和书写体。书写体又分楷书、草书两种。楷书用于经典，草书用于一般文书。早期行款是由右往左横写，后期则改为从左往右竖写。本來粟特字母是由右至左橫寫、行數從上至下。然而，回鶻文卻轉了逆時針90度，變成從上到下寫直書、行數從左至右。其後的蒙古文、滿文皆跟隨回鶻文的書寫方向。無法知道為何出現這種改變。但學者們推測這是为了行文和直書的漢文相适应而发生的变化。

## 回鹘字母文献
现存回鹘文文献种类甚多，包括宗教（佛教、摩尼教、景教、伊斯兰教）经典、医学著作、文学作品、 公文、契约、碑铭、词汇集等。其中大部分出土于新疆吐魯番的高昌故城和甘肃敦煌的藏经洞，少部分是存于各伊斯兰国家的手稿。世界上现存的回鹘文文献基本存于欧洲，其中以德国和法国最多，德国的藏品大多来自吐鲁番，法国的则大多来自莫高窟，英国则是第三位。
中国明代还刊印了回鹘文工具书《高昌馆杂字》和《高昌馆课》。
随着20世纪中国西北考古工作的兴起，百多年來考古學界在甘肅敦煌及中国学者袁复礼（1893－1987）1930年在新疆发现的回鹘文写本《菩萨大唐三藏法师传》（残本），经历史学家冯家昇（1904－1970）整理，于1951年影印出版。1978年还在新疆哈密发现了回鹘文的《弥勒会见记》。

## 回鶻字母的影響
回鶻字母是继突厥字母之后，第二个被突厥人大量用来记录自己语言的文字体系。在成书于11世纪的《突厥語大詞典》中，作者麻赫穆德·喀什噶里将回鶻字母稱為“突厥人用的文字”，而突厥字母却完全未被提及。在突厥人信奉伊斯兰教后的文化转型过程中，使用阿拉伯字母拼写的突厥语文献和使用回鹘字母拼写的突厥语文献一直并存。实际上，在很长的历史时期内，回鹘字母一直被各地区的突厥人广泛使用，并将影响扩展到周边的其他民族身上。
成吉思汗征服乃蛮部落后，命令原乃蠻的掌印官回鹘人塔塔統阿教授蒙古人回鶻字母，以拼寫蒙古語，即为回鶻式蒙古文，后世又演化为蒙古字母。而滿文則是在蒙古字母的基础上改造而来的。
在蒙古入侵后的西域地区，由於文化发达的回鶻人被蒙古帝国的统治者大量任用為書記官員和政务官以帮助蒙古人治理新征服的各地区，用回鶻字母拼写的突厥语文书在各蒙古汗国的效力僅次於蒙古语文书。由于回鹘字母的影响力，金帳汗國的许多札兒里黑也是用回鹘字母的突厥语书写的。到了帖木兒时期，回鶻文也被升格為官方語言，大量原本是用阿拉伯字母寫成的突厥语著作被用回鶻字母誊抄并存世至今。而信奉佛教的高昌回鶻王國由于一直使用回鶻字母，使得回鹘字母亦随着佛教的影响而传播。元代的北京居庸关云台石刻即有回鶻字母书写的佛教經文。

## 回鶻字母的消亡
14世纪，作为使用回鹘字母的中心的高昌回鶻王國在天山东部地区的战争中遭到了严重的破坏，社会经济急剧衰落，最终回鹘王室不得不放弃政权，东迁甘肃以自保。随着中亚的蒙古人皈依伊斯兰教后带来的狂热宗教热忱，作为该地区原有的佛教突厥文化载体的回鹘字母突厥语文献被大量的抛弃和破坏，佛教壁画和寺庙建筑也被损毁。尽管后来帖木兒时期，回鶻字母一度被升格為拼写官方語言的文字，但隨著帖木儿帝国的衰落，回鶻字母在中亞最后的余辉也漸漸消逝了。
至16世紀东察合台汗国统一吐魯番及哈密地区后，在这一地区内，回鹘文也成了无人认识的死文字。只有东迁甘肃的回鹘人后裔裕固族仍然继续使用回鶻字母，迄今已知最晚的抄写于1687年的回鹘文《金光明最勝王經》，即是由他们所完成的。

## Unicode
Unicode 14.0收錄了回鶻字母。
| 回鶻文 Old Uyghur[1][2] Unicode Consortium 官方碼表 (PDF) |   |   |   |   |   |   |   |   |   |   |   |   |   |   |   |   |
|                                                           | 0 | 1 | 2 | 3 | 4 | 5 | 6 | 7 | 8 | 9 | A | B | C | D | E | F |
| U+10F7x                                                   | 𐽰 | 𐽱 | 𐽲 | 𐽳 | 𐽴 | 𐽵 | 𐽶 | 𐽷 | 𐽸 | 𐽹 | 𐽺 | 𐽻 | 𐽼 | 𐽽 | 𐽾 | 𐽿 |
| U+10F8x                                                   | 𐾀 | 𐾁 | 𐾂  | 𐾃  | 𐾄  | 𐾅  | 𐾆 | 𐾇 | 𐾈 | 𐾉 |   |   |   |   |   |   |
| U+10F9x                                                   |   |   |   |   |   |   |   |   |   |   |   |   |   |   |   |   |
| U+10FAx                                                   |   |   |   |   |   |   |   |   |   |   |   |   |   |   |   |   |
| 注釋 1.^ 依據 Unicode 14.0 2.^ 灰色區域為尚未分配的碼位   |   |   |   |   |   |   |   |   |   |   |   |   |   |   |   |   |